# Rio Cetăţuia (Fişag)
O Rio Cetăţuia é um rio da Romênia, afluente do Fişag, localizado no distrito de Harghita.